# さくらみいな
さくら みいな（1985年12月21日 - ）は、日本の元AV女優。

## 略歴
- 2005年に『サクラ咲ク』でAVデビュー。

## 作品

### アダルトビデオ
- サクラ咲ク さくらみいな（2005年7月7日、SODクリエイト）
- カウントダウンAV CDAV ヌキ所映像をカウントダウン方式で更にHに大放出！！（2005年7月7日、SODクリエイト）
- はじめてづくし… さくらみいな（2005年8月4日、SODクリエイト）
- さくらみいなとシテみませんか！？（2005年9月8日、SODクリエイト）
- カウントダウンAV CDAV VOL.3 ヌキ所映像をカウントダウン方式で大放出する第3弾！！（2005年9月8日、SODクリエイト）
- Wソープ天国 さくらみいな（2005年10月6日、SODクリエイト）
- 「超」ヤリまくり！イキまくり！24時間！！ さくらみいな完全ゲリラSPECIAL！！（2005年11月4日、SODクリエイト）
- 痴漢地獄 さくらみいな（2005年12月21日、SODクリエイト）
- 2004’s 25+2005’s 25=50 ソフト・オン・デマンド THE BEST FUCK ～女優編～（2006年1月4日、SODクリエイト）
- ソフト・オン・デマンド 2005年度AVメモリアル THE BEST（2006年2月4日、SODクリエイト）
- SEX革命 vol.8 さくらみいな（2006年2月13日、MOODYZ）
- SOD IDOLS 2005 colors（2006年2月16日、SODクリエイト）
- コスプレベスト 6時間（2006年2月16日、SODクリエイト）
- 無限中出し さくらみいな（2006年3月13日、MOODYZ）
- 痴女姉妹（2006年4月1日、MOODYZ）…共演:水原みなみ
- 美少女×ギリ2モザイク×アナル（2006年4月20日、SODクリエイト）…他出演:かすみ果穂、杉浦美由、CHACO、長澤つぐみ、夏目ナナ、瞳、森下くるみ
- 美少女9名痴漢凌辱4時間SPECIAL（2006年5月18日、SODクリエイト）
- No！と言えない中出しロ●ータ さくらみいな（2006年6月1日、MOODYZ）
- SEX革命 BEST（2006年8月1日、MOODYZ）
- ハイパーデジタルモザイク 生中出し 4時間（2006年10月13日、MOODYZ）
- COS_MANIA #1（2007年3月8日、SODクリエイト）
- 人気アイドルの本気セックス5 4時間（2007年3月13日、MOODYZ）
- 無限中出し4時間（2007年6月1日、MOODYZ）
- 中出し4時間（2007年8月1日、MOODYZ）
- 極痴漢地獄 4時間DX（2007年9月20日、SODクリエイト）
- 美少女ファックBEST2（2007年10月1日、MOODYZ）
- 近親相姦4時間（2007年11月1日、MOODYZ）